# Praça da Pedreira
A Praça da Pedreira ou Praça de Mugartegui é uma praça de origem medieval localizada na parte norte do centro histórico de Pontevedra (Espanha).

## Origem do nome
A praça toma o seu nome do trabalho dos pedreiros que aqui cortaram a pedra para as casas da cidade.

## História
Na antiguidade este espaço chamava-se Vicus do Verrón. A Praça da Pedreira tem a sua origem na Idade Média. Era uma esplanada em terras de cultivo, principalmente vinhas, e era conhecida como Eirado da Herba, pois era o local do mercado da erva.
O nome actual da praça deriva do seu uso posterior, que lembra o local onde os pedreiros trabalhavam a pedra para os edifícios da cidade, nomeadamente o Colégio da Companhia de Jesus, a Igreja de São Bartolomeu ou o Palácio de Mugartegui, localizados nas proximidades, para os quais uma grande quantidade de pedra foi acumulada na praça. Esta era a zona da cidade habitada pelos pedreiros.
Em 1479, Tristán de Montenegro, capitão das tropas de Pontevedra na sucessão ao trono de Castela, morreu no paço Mariño de Lobeira, que domina a praça, mortalmente ferido pelo fogo de uma espingarda. Durante anos, uma luz permaneceu acesa no quarto onde ele morreu como uma lembrança da sua morte gloriosa.
Em janeiro de 1886, a praça foi rebaptizada Praça de Mugartegui. A corporação municipal de Pontevedra concordou em mudar o nome da Praça da Pedreira para Praça de Mugartegui em homenagem a Francisco Javier Mugartegui, proprietário do paço de Mugartegui, advogado, empresário e político de Pontevedra, pelo seu interesse na prosperidade de Pontevedra.
A 25 de Abril de 1996, o nome tradicional de Praça da Pedreira substituiu o nome de Praça de Mugartegui.

## Descrição
A praça situa-se na parte norte do centro histórico de Pontevedra e a sua configuração tem sofrido algumas variações ao longo do tempo. Tem uma forma trapezoidal irregular, ligeiramente curvada no lado sul, onde existe um grande muro de pedra. Este muro pertencia à Casa da Misericordia, propriedade da família Bermúdez de Castro.
A praça é um espaço pavimentado quase fechado com apenas dois bancos de pedra simples junto ao grande muro de pedra no lado sul e outro no lado oeste junto à mansão de Mariño de Lobeira. A praça pode ser acedida a partir da Rua César Boente, passando sob o arco desta casa senhorial, ou a partir das ruas Pedreira, Padre Isla ou Gregorio Fernández.

## Edifícios notáveis
Os edifícios em redor da praça datam de diferentes períodos, desde o início da Idade Moderna até aos séculos XVIII e XIX.
A parte central do lado norte da praça é dominada pelo Paço de Mugartegui, que era originalmente o Paço dos Condes de Fefiñáns. Este paço barroco foi concluído em 1771 e o seu grande brasão de pedra foi colocado em 1773. O paço tem na sua fachada sete arcos, sustentados por colunas toscanas. Na parte superior do brasão de pedra há um relógio de sol
No lado oeste da praça está o Paço de Mariño de Lobeira, um edifício gótico do século século XVI, com algumas modificações posteriores. Foi mandado construir pelos senhores da Serra de Outes, Lobeira, Montenegro e Soutomaior. É composto por um rés-do-chão e um primeiro andar e tem uma passagem característica no rés-do-chão com dois arcos quebrados que dão acesso à praça. O Pazo tem sido utilizado para vários fins ao longo da sua história, incluindo como casa de hóspedes.
No lado leste da praça há uma casa do século XVIII com um rés-do-chão e um primeiro andar e uma escada exterior de acesso.

## Galeria de imagens

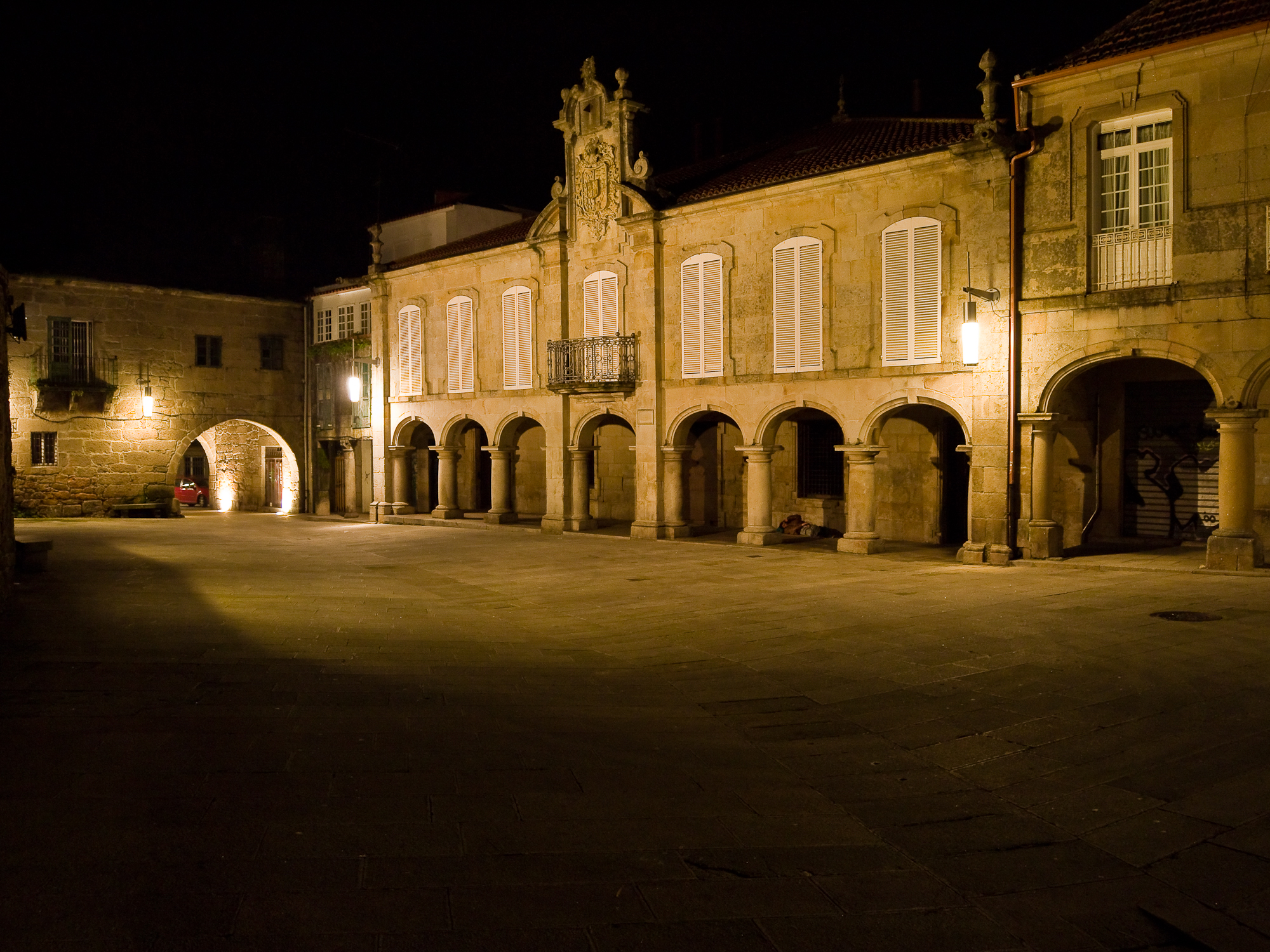
A praça, à noite.
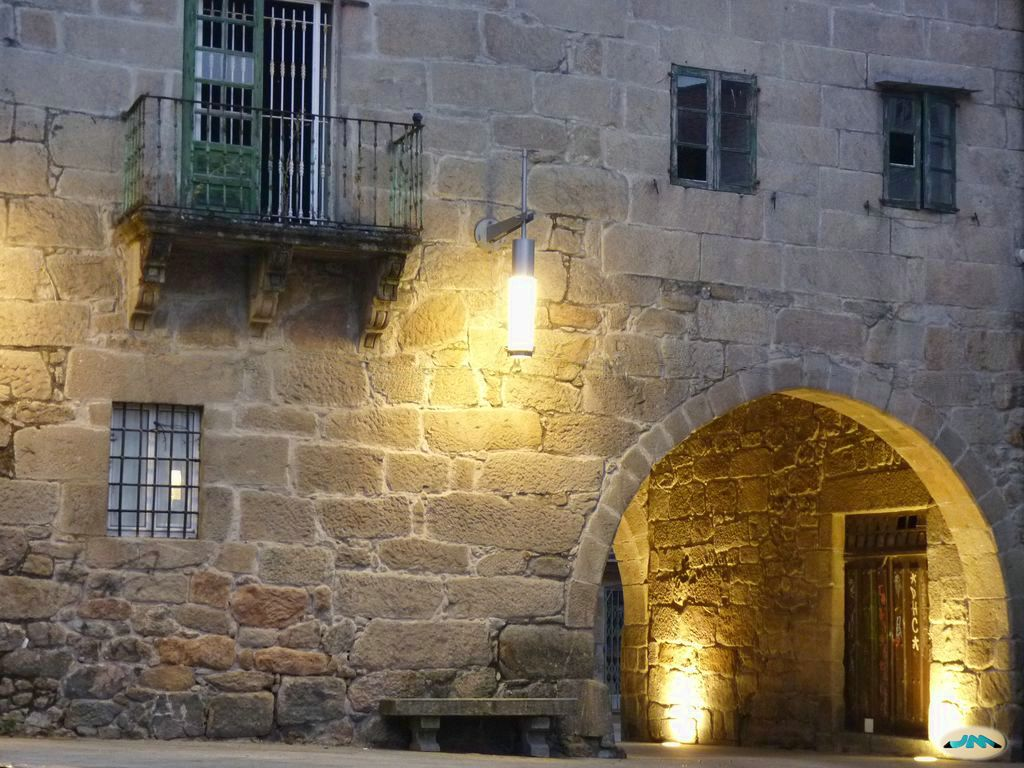
O paço Mariño de Lobeira.
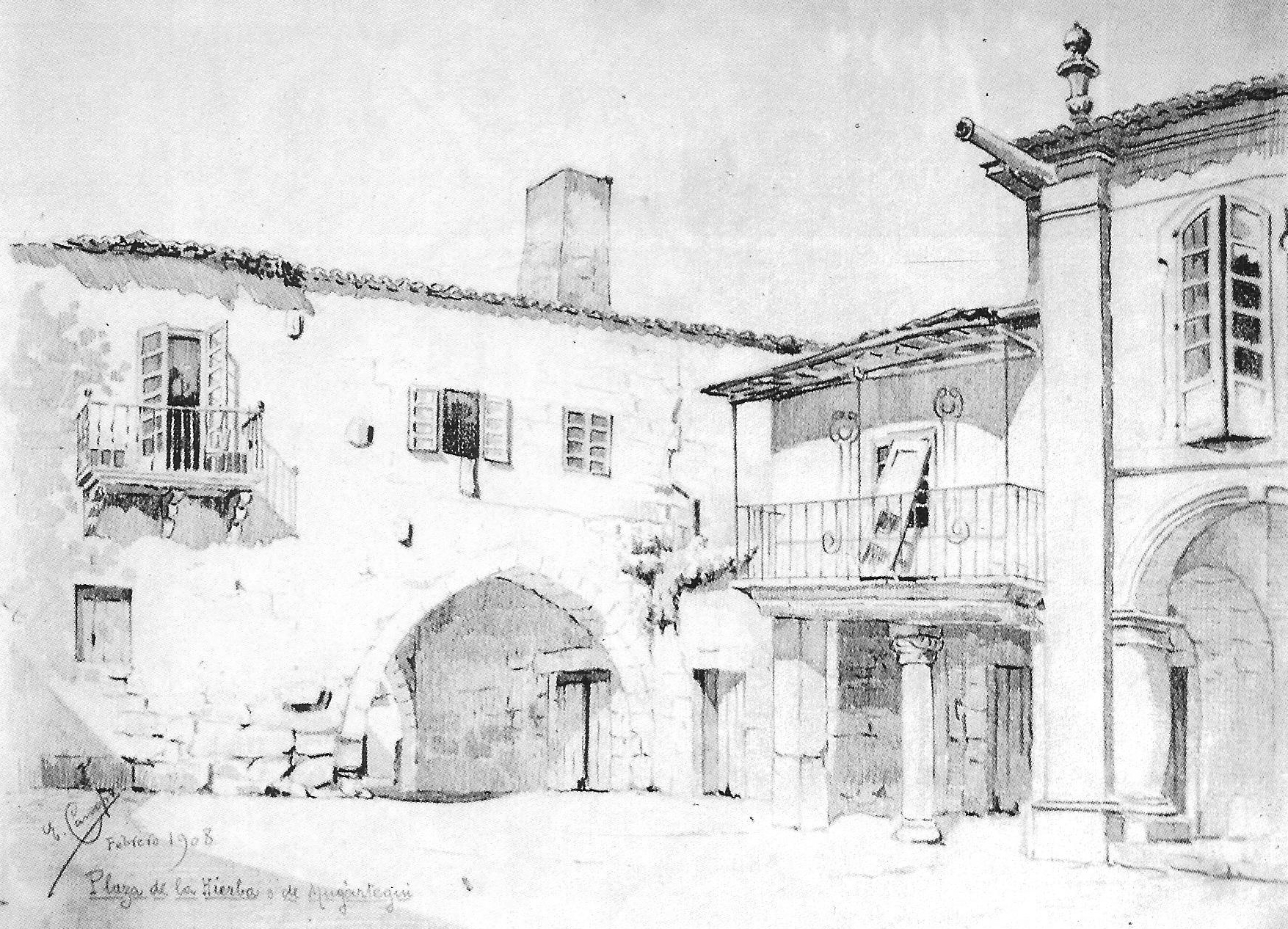
Desenho por Enrique Campo Sobrino (1908)
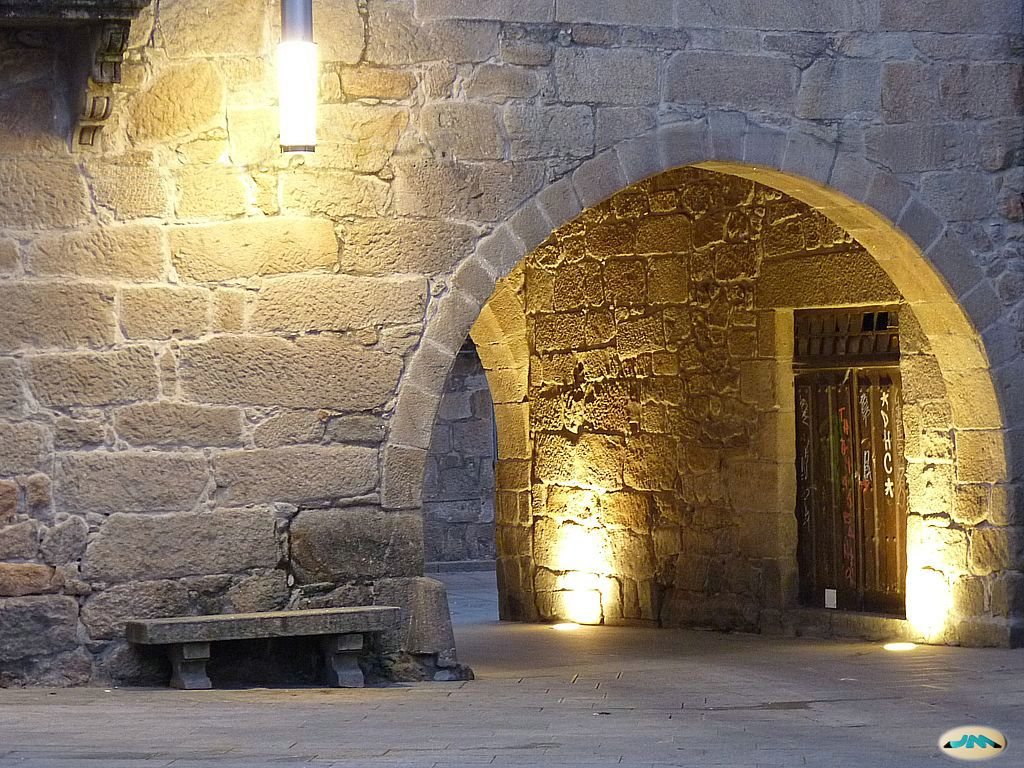
Arco quebrado de acesso à praça.
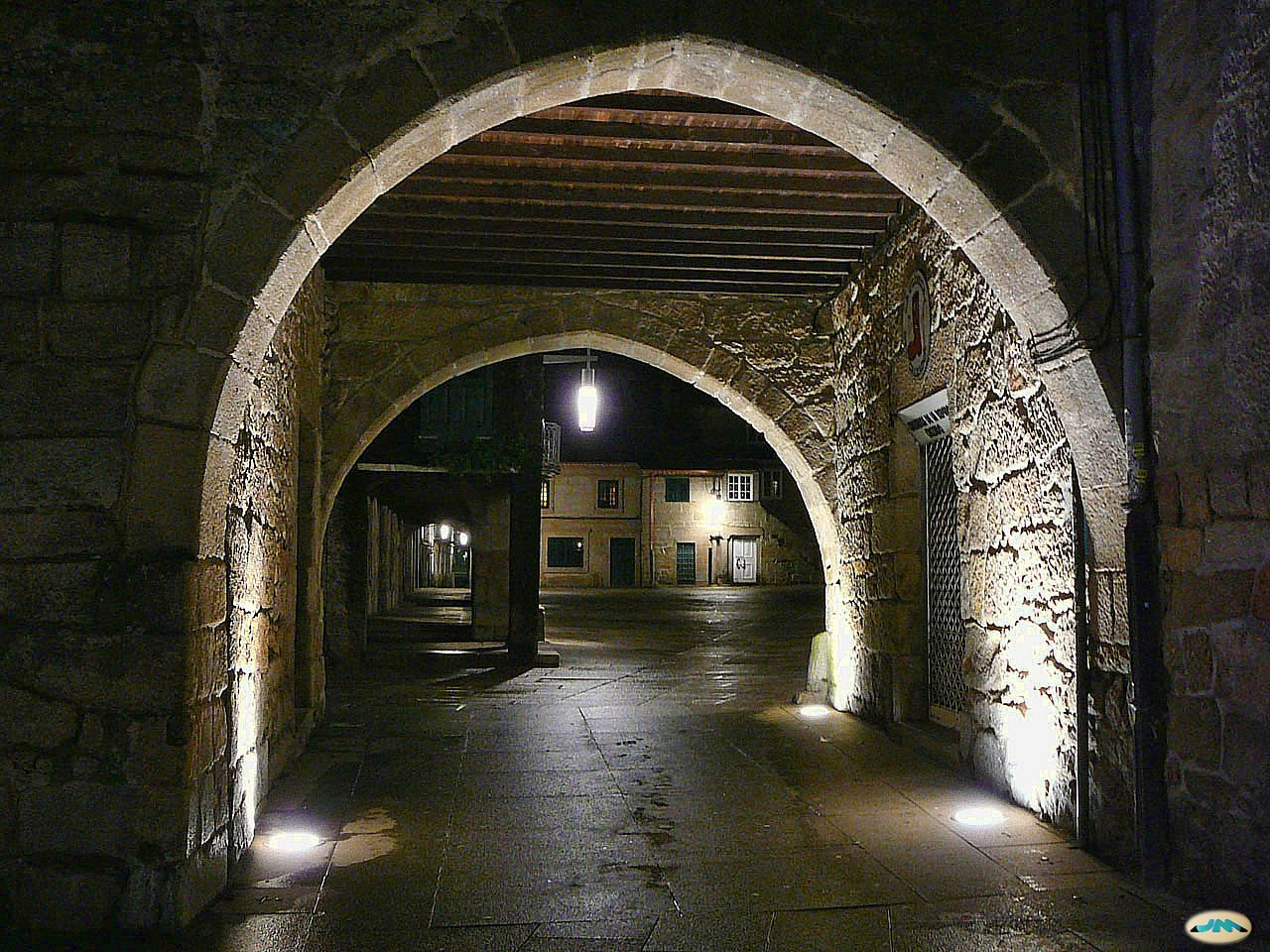
Passagem de acesso à praça.
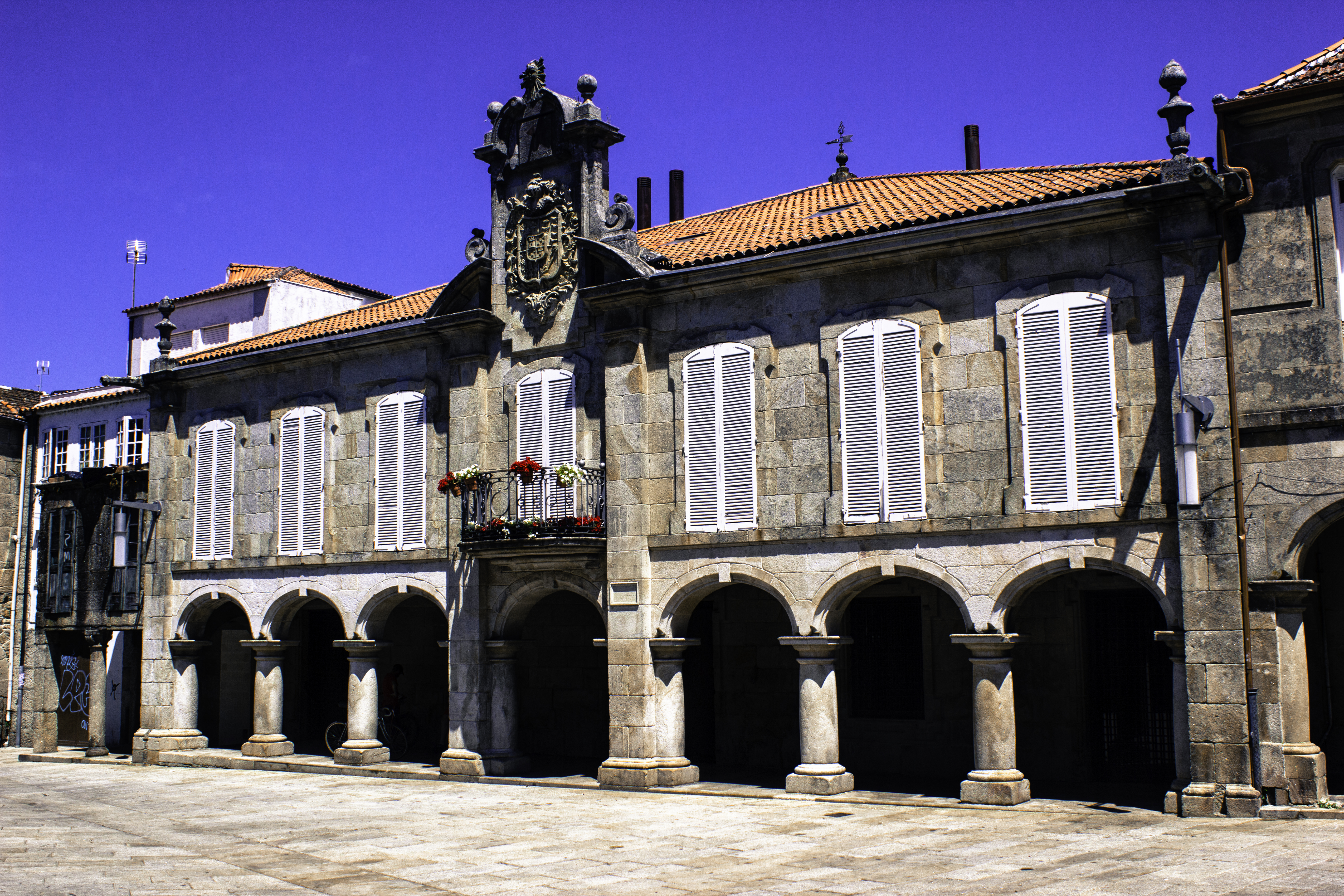
Pazo de Mugartegui
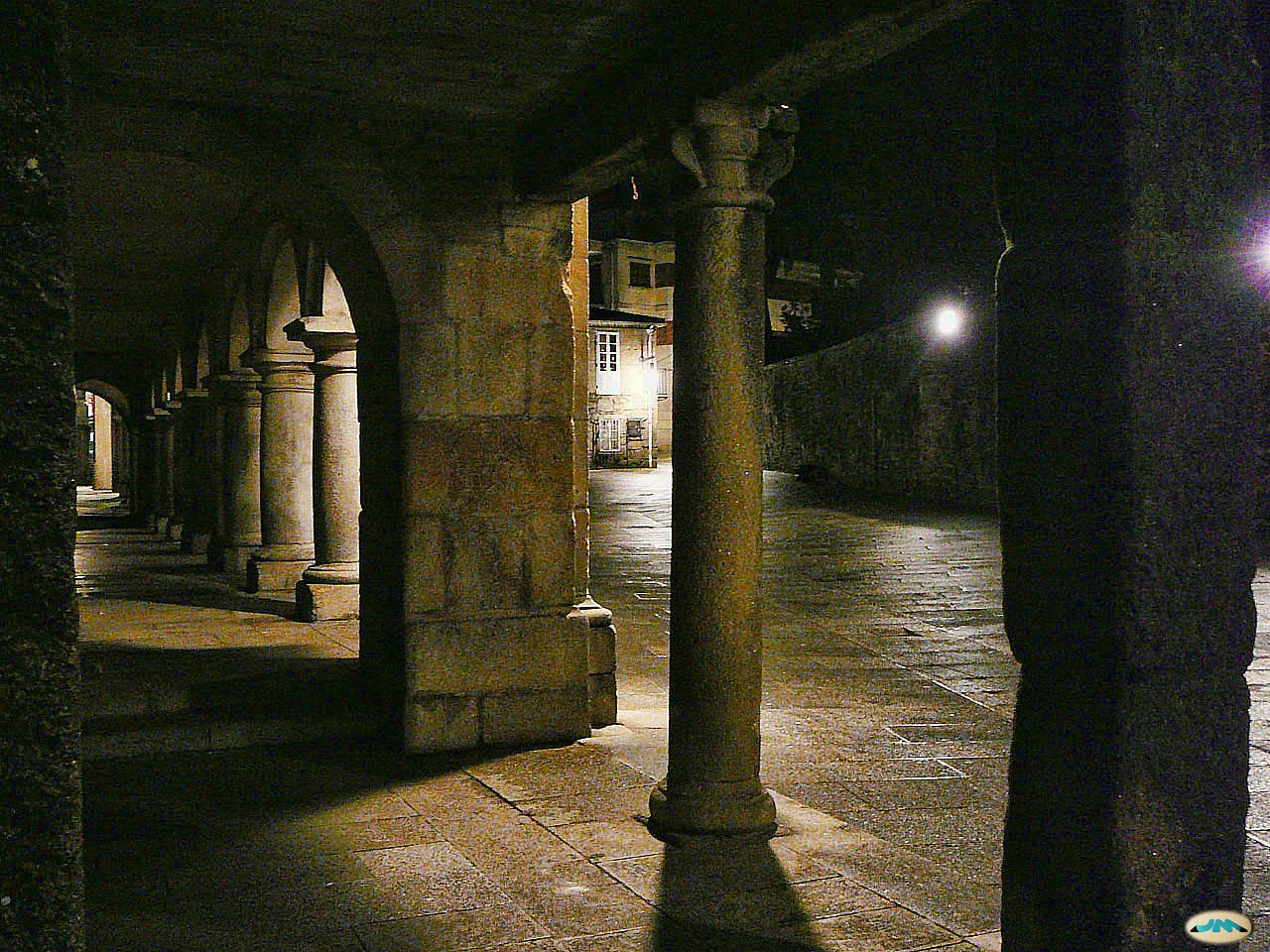
Arcos na praça.
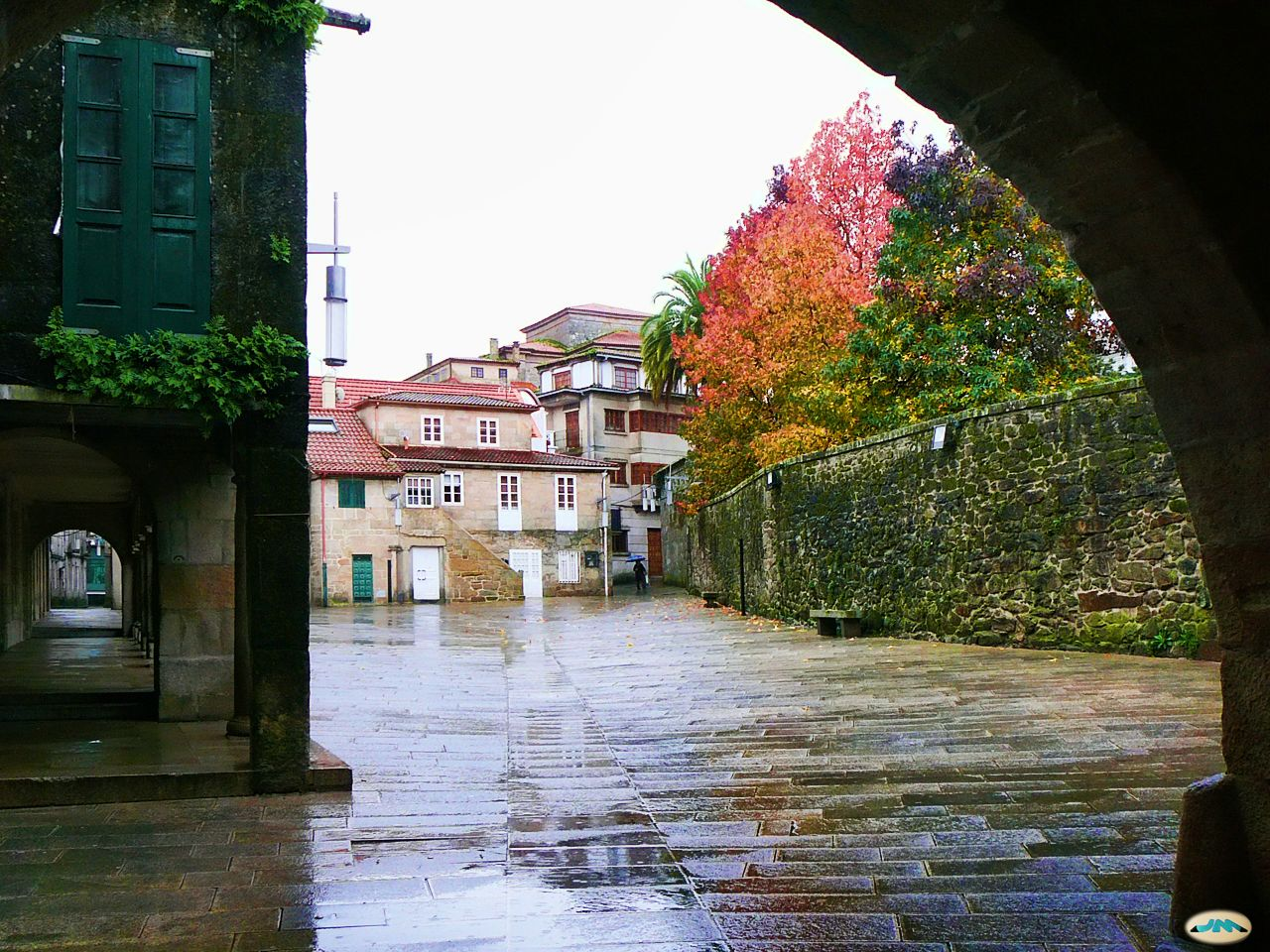
Muro na praça.
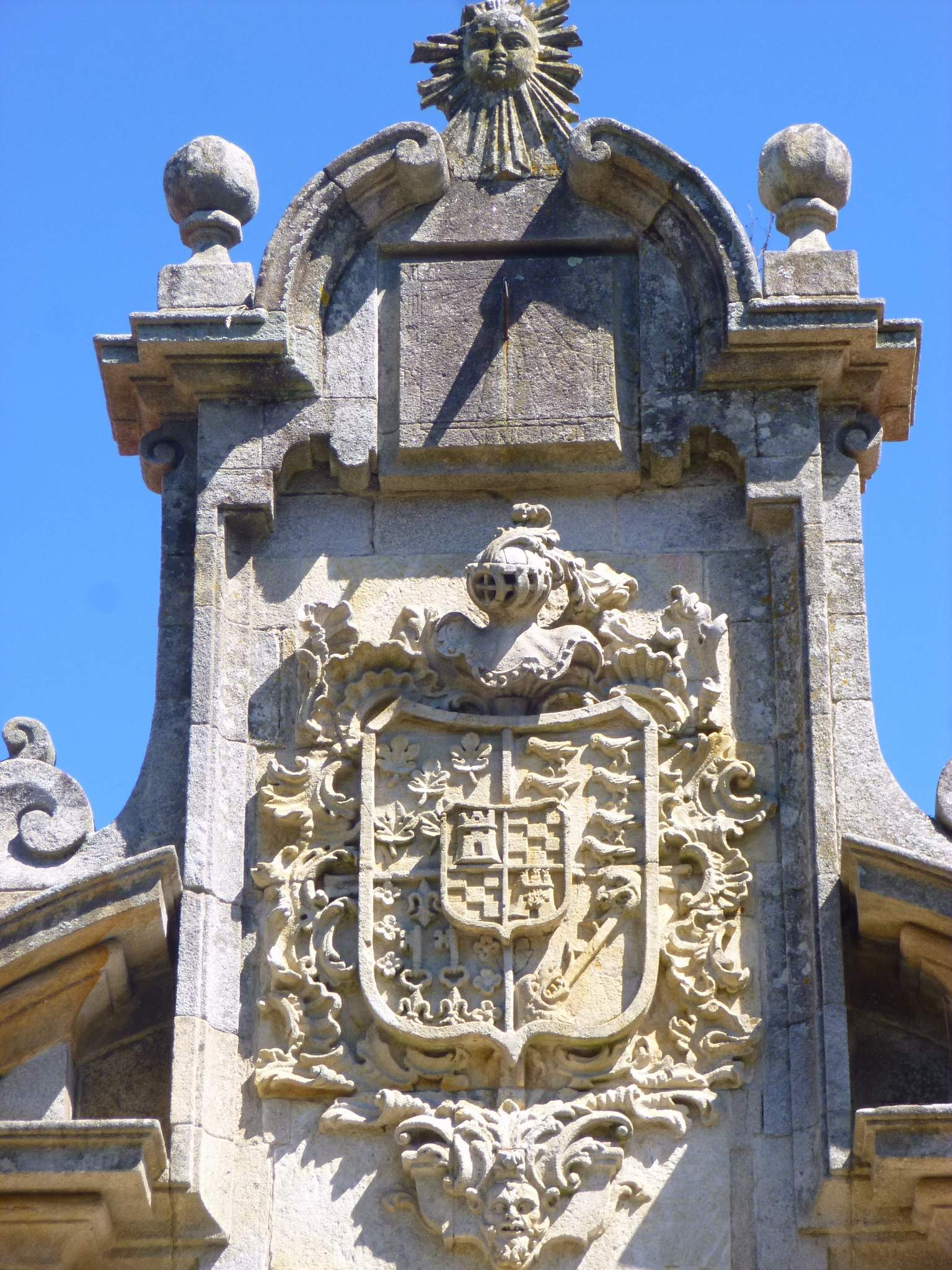
Brasão de armas do Pazo de Mugartegui.